# Joaquim Augusto da Silva Mendes
Joaquim Augusto da Silva Mendes S.D.B. (14 de març de 1948, Castelões de Cepeda, Paredes, Portugal) és un bisbe catòlic i teòleg portuguès. Pertany a la Societat Salesiana i fou ordenat sacerdot el 1983 per a la Diòcesi d'Oporto. El papa Benet XVI el nomenà el 31 de gener del 2008 com a nou Bisbe Auxiliar de Lisboa i Bisbe Titular de Caliabria.

## Primers anys
Quan era jove descobrí la seva vocació religiosa, va decidir ingressar a la Societat Salesiana i fou ordenat sacerdot el 14 de juliol del 1983.
Es llicencià en teologia a la Universitat Catòlica Portuguesa i després es traslladà a Itàlia per llicenciar-se en teologia espiritual a la Universitat Pontifícia Salesiana de Roma.
Quan tornà inicià el seu ministeri pastoral a la Diòcesi d'Oporto. Des del 1991 fins al 1999 fou assistent diocesà de renovació carismàtica catòlica, des del 1993 fins al 1996 fou president dels instituts regionals de la diòcesi i la conferència de religiosos i des del 2002 al 2005 fou membre de la Junta de la Conferència Nacional dels instituts religiosos. També en el seu orde, del 1999 al 2005, fou superior major de la província i director de l'escola salesiana.

## Carrera episcopal
El 31 de gener del 2008 Sa Santedat el Papa Benet XVI el nomenà bisbe auxiliar del Patriarcat de Lisboa i bisbe titular de l'antiga Diòcesi de Caliabria.
Rebé la consagració episcopal el 30 de març del mateix any a mans de l'aleshores cardenal-patriarca Mn. José da Cruz Policarpo actuant com a consagrant principal i com a co-consagrants el Bisbe d'Oporto i el cardenal-patriarca Mn. Manuel José Macário do Nascimento Clemente i Mn. Gilberto dos Reis.